# Яхни (зупинний пункт)
Яхни́ — передатний пасажирський залізничний зупинний пункт Шевченківської дирекції Одеської залізниці. За декілька кілометрів у бік Миронівки проходить межа Південно-Західної та Одеської залізниць.

## Розташування
Розташований між селами Нова Олександрівка та Яхни Миронівського району Київської області на лінії Яхни — Цвіткове між станціями Миронівка (7 км) та Таганча (7 км). 

## Історія
Час відкриття не встановлений. Відбулося це до 1952 року. 

## Цікавий факт
з.п. Яхни разом із сусіднім з.п. Михайлівка є єдиними зупинними пунктами Одеської залізниці, що розташовані в Київській області.